# Хо (кана)
ほ в хирагане и ホ в катакане — символы японской каны, используемые для записи ровно одной моры. В системе Поливанова записывается кириллицей: «хо», в международном фонетическом алфавите звучание записывается: /ho/. В современном японском языке находится на тридцатом месте в слоговой азбуке.

## Происхождение
ほ и ホ появились в результате упрощённого написания кандзи 保.

## Написание
|  |  |

## Коды символов вкодировках
- Юникод:
  - ほ: U+307B,
  - ホ: U+30DB.